# Finales de la NBA de 1977
Las Finales de la NBA de 1977 fueron las series definitivas de los playoffs de 1977 y suponían la conclusión de la temporada 1976-77 de la NBA, con victoria de Portland Trail Blazers, campeón de la Conferencia Oeste, sobre Philadelphia 76ers, campeón de la Conferencia Este. En el partido se alinearon dos futuros miembros del Basketball Hall of Fame, Julius Erving por los Sixers, y Bill Walton por los Blazers, además del entrenador de éstos, Jack Ramsay.

## Resumen
| Partido | Fecha      | Equipo local | Resultado | Equipo visitante |
| ------- | ---------- | ------------ | --------- | ---------------- |
| 1       | 22 de mayo | Philadelphia | 107–101   | Portland         |
| 2       | 26 de mayo | Philadelphia | 107–89    | Portland         |
| 3       | 29 de mayo | Portland     | 129–107   | Philadelphia     |
| 4       | 31 de mayo | Portland     | 130–98    | Philadelphia     |
| 5       | 3 de junio | Philadelphia | 104–110   | Portland         |
| 6       | 5 de junio | Portland     | 109–107   | Philadelphia     |

Trail Blazers gana las series 4–2

## Enfrentamientos en temporada regular
Durante la temporada regular, los Blazers y los Sixers se vieron las caras en cuatro ocasiones (la liga la formaban entonces 18 equipos), jugando dos encuentros en el Memorial Coliseum y otros dos en The Spectrum. Cada equipo ganó sus dos partidos como local.
| 5 de noviembre | Philadelphia 76ers | 104–146 | Portland Trail Blazers |                                       |
|                |                    |         |                        |                                       |
|                |                    |         |                        | Pabellón: Memorial Coliseum, Portland |

| 11 de diciembre | Portland Trail Blazers | 107–108 | Philadelphia 76ers |                                    |
|                 |                        |         |                    |                                    |
|                 |                        |         |                    | Pabellón: The Spectrum, Filadelfia |

| 1 de marzo | Philadelphia 76ers | 107–108 | Portland Trail Blazers |                                       |
|            |                    |         |                        |                                       |
|            |                    |         |                        | Pabellón: Memorial Coliseum, Portland |

| 27 de marzo | Portland Trail Blazers | 116–128 | Philadelphia 76ers |                                    |
|             |                        |         |                    |                                    |
|             |                        |         |                    | Pabellón: The Spectrum, Filadelfia |

## Resumen de los partidos
La temporada 1976-77 de la NBA comenzó meses después de que la ABA desapareciera, propiciando que cuatro de sus equipos más fuertes, Denver Nuggets, New York Nets, San Antonio Spurs e Indiana Pacers, se unieron a la liga. Esto hizo que muchos jugadores se buscaran equipo entre los componentes de la NBA, saliendo particularmente beneficiado Portland Trail Blazers, que se hizo con los servicios de Maurice Lucas. Estos se plantaron en las Finales tras derrotar contundentemente a Los Angeles Lakers por 4-0, mientras que los Sixers, que habían dominado la Conferencia Este, se deshicieron de los Houston Rockets por 4-2.

### Partido 1
| 22 de mayo                          | Portland Trail Blazers                                               | 101–107              | Philadelphia 76ers                                             | |  |  |
|                                     | Parciales: 25-27, 28-28, 25-31, 23-21                                |                      |                                                                | |  |  |
|                                     | Estadísticas Bill Walton 28 Bill Walton 20 Hollins, Davis 6 cada uno | Reporte Pts Reb Asts | Estadísticas Julius Erving 33 Caldwell Jones 11 Doug Collins 6 | Pabellón: Philadelphia Spectrum, Filadelfia, Pensilvania Asistencia: 18,276 espectadores Árbitros: - Earl Strom - John Vanak |  |  |
| Philadelphia lidera las series, 1–0 |                                                                      |                      |                                                                | |  |  |
|                                     |                                                                      |                      |                                                                | |  |  |

Las series finales comenzaron el Spectrum de Filadelfia, y no lo pudieron hacer de mejor forma para el equipo local. La primera canasta del partido fue un mate del Doctor J, que acabaría con 33 puntos, bien secundado por Doug Collins, que consiguió 30, para un marcador final de 107-101. Pero la clave del encuentro estuvo en la defensa de Henry Bibby sobre Lionel Hollins, que provocó que los Blazers acabaran con 34 balones perdidos. Por parte de estos últimos, Bill Walton consiguió 28 puntos y 20 rebotes, pero el equipo no le secundó.

### Partido 2
| 26 de mayo                          | Portland Trail Blazers                                 | 89–107               | Philadelphia 76ers                                            | |  |  |
|                                     | Parciales: 26-31, 17-30, 21-20, 25-26                  |                      |                                                               | |  |  |
|                                     | Estadísticas Bill Walton 17 Bill Walton 16 Bob Gross 4 | Reporte Pts Reb Asts | Estadísticas Doug Collins 27 Caldwell Jones 14 Henry Bibby 11 | Pabellón: Philadelphia Spectrum, Filadelfia, Pensilvania Asistencia: 18,276 espectadores Árbitros: - Joe Gushue - Richie Powers |  |  |
| Philadelphia lidera las series, 2–0 |                                                        |                      |                                                               | |  |  |
|                                     |                                                        |                      |                                                               | |  |  |

Dos días después tuvo lugar el segundo partido, que se saldó con una cómoda victoria para los Sixers, por 107-89. Caldwell Jones y Darryl Dawkins sujetaron a la perfección a Walton, cogiendo ventaja en el segundo cuarto, cuando hicieron un parcial de 14 puntos en 3 minutos que hizo que se fueran al descanso con una ventaja de 61-43. A pesar de la diferencia en el marcador, a falta de 5 minutos para el final, el jugador de los Sixers Darryl Dawkins y el de los Blazers Bob Gross se enzarzaron en una pelea tras luchar en un rebote. Los dos banquillos saltaron de inmediato al parqué, organizánsdose una trifulca. Maurice Lucas salió en defensa de su compañero, golpeando a Dawkins, mientras que en el intercambio de golpes Doug Collins se llevó la peor parte, teniendo que recibir cuatro puntos de sutura por un puñetazo propinado por su propio compañero. Lucas y Dawkins fueron expulsados, siendo multados con 2.500 dólares cada uno.

### Partido 3
| 29 de mayo                          | Philadelphia 76ers                                               | 107–129              | Portland Trail Blazers                                     | |  |  |
|                                     | Parciales: 21-34, 32-26, 29-27, 25-42                            |                      |                                                            | |  |  |
|                                     | Estadísticas Julius Erving 28 George McGinnis 12 Julius Erving 5 | Reporte Pts Reb Asts | Estadísticas Maurice Lucas 27 Bill Walton 18 Bill Walton 9 | Pabellón: Portland Memorial Coliseum, Portland, Oregon Asistencia: 12,923 espectadores Árbitros: - Jake O'Donnell - Darell Garretson |  |  |
| Philadelphia lidera las series, 2–1 |                                                                  |                      |                                                            | |  |  |
|                                     |                                                                  |                      |                                                            | |  |  |

La serie se trasladó a Portland, y Lucas aprovechó para limar asperezas, acercándose al banquillo de los Sixers antes del comienzo del tercer partido y estrechando la mano de Dawkins. El encuentro fue cómodo para el equipo local, con sus dos estrellas resolutivas. Bill Walton rozó el triple-doble con 20 puntos, 18 rebotes y 9 asistencias, mientras que Lucas colaboró con 27 puntos y 12 rebotes. Al final, victoria de los Blazers 129-107, que ponía la serie 2-1 para los Sixers.

### Partido 4
| 31 de mayo            | Philadelphia 76ers                                          | 98–130               | Portland Trail Blazers                                      | |  |  |
|                       | Parciales: 16-29, 30-28, 21-41, 31-32                       |                      |                                                             | |  |  |
|                       | Estadísticas Julius Erving 24 Darryl Dawkins 11 Steve Mix 4 | Reporte Pts Reb Asts | Estadísticas Lionel Hollins 25 Bill Walton 13 Bill Walton 7 | Pabellón: Portland Memorial Coliseum, Portland, Oregon Asistencia: 12,913 espectadores Árbitros: - Manny Sokol - Don Murphy |  |  |
| Series empatadas, 2–2 |                                                             |                      |                                                             | |  |  |
|                       |                                                             |                      |                                                             | |  |  |

En el cuarto partido, el entrenador de los Sixers, Gene Shue, cambió de estrategia, dejando de utilizar a Collins en el tiro exterior e intentando jugar balones dentro para George McGinnis y Caldwell Jones, pero walton en defensa y Lucas en ataque se encargaron de demostrar que había utilizado un plan equivocado. Los Blazers se pusieron rápidamente 17 puntos arriba, ampliando la ventaja a lo largo del partido. Incluso se permitió jugar sin Walton en el último cuarto, tras cometer su quinta falta personal. Al final, victoria contundente por 130-98, que empataba las finales.

### Partido 5
| 3 de junio                      | Portland Trail Blazers                                  | 110–104              | Philadelphia 76ers                                              | |  |  |
|                                 | Parciales: 22-15, 23-26, 40-25, 25-38                   |                      |                                                                 | |  |  |
|                                 | Estadísticas Bob Gross 25 Bill Walton 24 Johnny Davis 8 | Reporte Pts Reb Asts | Estadísticas Julius Erving 37 Caldwell Jones 13 Julius Erving 7 | Pabellón: Philadelphia Spectrum, Filadelfia, Pensilvania Asistencia: 18,276 espectadores Árbitros: - Earl Strom - Darell Garretson |  |  |
| Portland lidera las series, 3–2 |                                                         |                      |                                                                 | |  |  |
|                                 |                                                         |                      |                                                                 | |  |  |

La serie se trasladó de nuevo a Filadelfia, y como el Dr. J había pedido públicamente el día anterior, los Sixers se emplearon con dureza en la primera mitad, provocando 22 faltas personales y haciendo que el marcador rondase los 40 puntos al descanso. Pero los Blazers anotaron otros 40 sólo en el tercer cuarto, poniendo el marcador 91–69, y provocando que el público fuese abandonando el estadio. Erving maquilló el resultado al final, logrando buena parte de sus 37 puntos en los instantes finales, dejando el marcador en 104-110. Gross anotó 25 puntos para liderar a los Blazers, mientras que Lucas logró 20 y 13 rebotes, y Walton 14 y 24 rechaces. Walton igualó con 20 el récord de rebotes defensivos en un partido de playoffs.

### Partido 6
| 5 de junio                    | Philadelphia 76ers                                               | 107–109              | Portland Trail Blazers                                 | |  |  |
|                               | Parciales: 27–27, 28-40, 27-24, 25-18                            |                      |                                                        | |  |  |
|                               | Estadísticas Julius Erving 40 George McGinnis 16 Julius Erving 8 | Reporte Pts Reb Asts | Estadísticas Bob Gross 24 Bill Walton 23 Bill Walton 7 | Pabellón: Portland Memorial Coliseum, Portland, Oregon Asistencia: 12,951 espectadores Árbitros: - Richie Powers - Jake O'Donnell |  |  |
| Portland gana las series, 4–2 |                                                                  |                      |                                                        | |  |  |
|                               |                                                                  |                      |                                                        | |  |  |

El sexto partido se disputó en Portland, y en él surgió la figura de Bill Walton, que consiguió 20 puntos, 23 rebotes, 8 tapones y 7 asistencias. Erving trató de tirar de su equipo, logrando 40 puntos, pero fueron insuficientes. A falta de 18 segundos, los Blazers ganaban por 2 y con el balón en su poder. Los Sixers necesitaban un error del contrario, y fue McGinnis quien forzó un salto entre dos. Se hicieron con el balón, y el Dr. J lanzó a canasta desde 6 metros a falta de 8 segundos, fallando el intento. World B. Free se hizo con el rebote, lanzando y fallando nuevamente. A falta de un segundo, McGinnis tuvo el empate en sus manos, pero también falló, dejando el marcador en 109-107, que daba a los Blazers su primer anillo de campeones de la NBA.